# Насімі (станція метро)
40°25′29″ пн. ш. 49°49′27″ сх. д. / 40.42472° пн. ш. 49.82417° сх. д.
«Насімі» (азерб. Nəsimi) — станція другої лінії Бакинського метрополітену, розташована між станціями «Мемар Аджемі» і «Азадлиг проспекті» і названа на честь поета Імадеддіна Насімі (справжнє ім'я Сеїд Імадеддін).
Станція відкриту 9 жовтня 2008 року. Це 21 станція бакинського метро і друга станція метро, побудована за роки незалежності республіки.

## Технічна характеристика
Конструкція станції — колонна мілкого закладення (глибина закладення — 12 м)
Станція має виходи на вулицю Світлани Мамедової до 6-му і 9-му мікрорайонах.

## Колійний розвиток
Протяжність нової ділянки «Мемар Аджемі» — «Насімі» 1660 м.
За станцією «Насимі» не споруджувалося оборотних тупиків або з'їзду, в зв'язку з чим, до відкриття наступної після «Насимі» станції «Азадлиг проспекті», на ділянці «Мемар Аджемі» — «Насімі» рух потягів здійснювався п'ятивагонних поїздів-човником по 2 — ій (західній) колії. На «Мемар Аджемі» він потрапляв в проміжок між потягами (інтервал на «основній» лінії 5 хвилин, так що часу для попадання в проміжок і здійснення посадки/висадки вистачало). Періодичність руху була така: два поїзди вирушають в центр — човник — два поїзди в центр — човник тощо. Незадовго до пуску станції «Азадлиг проспекті» 30 грудня 2009 року, налагоджено звичний двоколійний рух поїздів по всій лінії.